# Unidos do Coqueiro
Unidos do Coqueiro foi um bloco carnavalesco e escola de samba de São João de Meriti. Sediado no bairro de Agostinho Porto, tendo como cores Verde, vermelho e branco.

## História
Desfilou no Carnaval carioca durante muitos anos, e também em sua própria cidade. Foi fundadora da Associação dos Blocos e Escolas de Samba de São João de Meriti.Já tendo desfilado no Carnaval da cidade do Rio de Janeiro, aparecendo nas classificações oficiais da AESCRJ pela primeira vez a partir de 1961, quando foi 12ª colocada do então chamado Grupo 3 (atual Série Prata), ocasião em que desfilou com o enredo Um pouco de Gonçalves Dias e obteve um total de 58,5 pontos. Participou alguns anos do desfile de escolas de samba até transformar-se em bloco de enredo anos mais tarde, filiando-se à Federação dos Blocos. 
Para 2009, transformou-se novamente em escola de samba, desfilando no Carnaval de São João de Meriti com o enredo Coqueiro que dá bola é o mesmo que dá samba, retratando seus carnavais antigos. mas devido à prefeitura de São João de Meriti não ter condições financeiras não desfilou, só participou de um baile de carnaval na cidade. No fim de junho do mesmo ano, fundiu-se com a Independente da Praça da Bandeira, dando origem à Independente de São João de Meriti.